# Голов, Дмитрий Андреевич
Голов Дмитрий Андреевич (1861 — после 1918) — инженер-механик российского флота, писатель и переводчик статей по военно-морской технике, генерал-лейтенант.

## Биография
Голов Дмитрий Андреевич родился 3 февраля 1861 года[по какому календарю?].
В 1881 году окончил Техническое училище Морского ведомства в Кронштадте и произведён в кондукторы. В 1882 году произведён в офицеры корпуса инженеров-механиков флота.
В 1890 году окончил механическое отделение Военно-морской академии.
С 1892 по 1894 год исполнял должность старшего судового механика на мореходной канонерской лодке «Гремящий». Был членом Императорского русского технического общества и его делопроизводителем (вместе с М. А. Шателеном и А. Л. Гершуном).
С 1902 года старший делопроизводитель Морского технического комитета.
С 1904 года флагманский инженер-механик (в 1905 году переименован в полковники).
В 1909 году назначен помощником главного инспектора механической части, в 1910 году произведён в генерал-майоры корпуса инженеров-механиков флота.
С 1911 года помощник начальника механического отделения Главного управления кораблестроения. 21 июля 1914 года отчислен от должности с зачислением во 2-й Балтийский флотский экипаж для службы на коммерческих судах.
29 февраля 1916 года уволен в отставку с производством в генерал-лейтенанты.
В 1918 году мобилизован большевиками, работал инженер-механиком в Главном управлении кораблестроения. Почётный сотрудник Главного управления кораблестроительных дел.
Имел 5 детей.
Дальнейшая судьба неизвестна.

## Награды
- орден Святого Станислава 3 степени (1894);
- орден Святой Анны 3 степени (6. 12. 1896);
- серебряная медаль «В память царствования императора Александра III» (1896)